# Адаев, Али
Али (Эли) Адаев (прозвище Ламбада; неизвестно — 3 января 1995, Грозный, Чеченская Республика Ичкерия) — чеченский военный деятель, с 1994 по 2 января 1995 года начальник штаба командующего Центральным Фронтом Вооруженных сил ЧРИ — Шамиля Басаева. Автор фразы «Алик, отводи ребят». Указом президента Чеченской Республики Ичкерия Джохара Дудаева посмертно награждён государственной наградой ЧРИ — орденом «Герой Нации».

## Биография
Али Адаев был активным участником Первой чеченской и грузино-абхазской войн.

Али Адаев является автором фразы «Алик, отводи ребят», которая впоследствии станет популярной в Чечне и начнёт использоваться как интернет-мем. Слова Адаева обращённые к российскому командующему во время штурма столицы ЧРИ в ночь с 31 декабря 1994 на 1 января 1995 года: 
Давай может быть как-нибудь, пока не поздно, отведите ребят, Алик. Не делайте это. Не делайте. Не надо. В любом случае, Алик, пойми, и ты погибнешь и я погибну. Что с этого толку будет? Сам правильно пойми. Кто от этого выиграет?
Мы же от этого с тобой не выиграем, понимаешь? Если мы… я тебя увижу в бою, понимаешь, ну ты отлично—не отлично, уже я тебя щадить не буду, так же как и ты меня, понимаешь? Ты лучше ко мне как гость приедь, Алик. Отводи ребят, не надо, не… Пожалей ихних матерей, пожалей их самих. Отводи ребят, Алик, дай команду.
В 1992—1993 годах Адаев воевал в грузино-абхазской войне на стороне абхазов под руководством Шамиля Басаева, который являлся командующим силами Конфедерации народов Кавказа.
В 1992 году, когда Эли Адаев с группой чеченцев ехал в Абхазию для участия в грузино-абхазской войне, их остановили российские военные на границе Чеченской Республики и Кабардино-Балкарии[что?][где?]. Во время обыска, поняв, что это чеченские добровольцы, идущие на грузино-абхазскую войну, российские солдаты направили на них автоматы и приказали сложить оружие и сдаться. В этот момент Али схватил одного из солдат, выдернул чеку из гранаты и приказал бросить оружие, а тому, которого схватил, Адаев приказал: «Танцуй!». Солдат дрожащим голосом спросил: «Что танцевать?». Али ответил ему: «Ламбаду!». С тех пор он стал известен под прозвищем « Алижан Ламбада».
После возвращения из Абхазии Адаев принимал активное участие в разгроме пророссийских оппозиционных сил Беслана Гантемирова, Умара Автурханова и других.
В конце 1994 — начале 1995 года Али Адаев принял активное участие в Первой чеченской войне на стороне Чеченской Республики Ичкерия, отличился в боях за Грозный.
В 1994 году Алибек Шонов стал начальником штаба Центрального фронта Вооруженных сил Чеченской Республики Ичкерия, которым командовал Шамиль Басаев.
Когда Шамиля Басаева спросили о том, как закончились бои за столицу Чеченской Республики, Басаев ответил:
Спросите  Алижана Ламбаду, он вам подробно расскажет об этих боях.
Убит 3 января 1995 года во время штурма российскими войсками железнодорожного вокзала города Грозного.
Указом президента Чеченской Республики Ичкерия Джохара Дудаева, посмертно награждён орденом «Герой Нации».